# Gemeinschaftskonto
Unter Gemeinschaftskonto versteht man im Bankwesen ein Bankkonto, über das mindestens zwei gleichberechtigte Kontoinhaber verfügen dürfen.

## Allgemeines
Gegensatz zum Gemeinschaftskonto ist das Einzelkonto. Hierüber ist nur ein Kontoinhaber verfügungsberechtigt. Durch das Gemeinschaftskonto gewähren Kreditinstitute ihren Bankkunden die zusätzliche Möglichkeit, dass mehrere Kontoinhaber über dasselbe Konto gleichberechtigt verfügen dürfen. Kontoinhaber ist, wer Träger von Rechten und Pflichten des einem Bankkonto zugrunde liegenden Girovertrags ist und nach dem erkennbaren Parteiwillen Gläubiger oder Schuldner des Kreditinstituts werden soll. Maßgebend für die Kontoinhaberschaft ist, wer bei der Kontoerrichtung der Bank gegenüber als Forderungsberechtigter auftritt oder bezeichnet wird. Unter Berücksichtigung der besonderen Umstände des Einzelfalles ist zu prüfen, wer nach dem erkennbaren Willen des Einzahlers Gläubiger der Bank werden sollte. Der formelle Kontoinhaber ergibt sich meist aus der Kontobezeichnung und darf auch als Gläubiger/Schuldner angesehen werden.
Außer dem Kontoinhaber fungiert als Verfügungsberechtigter (oder Kontobevollmächtigter) nur, wer vom Kontoinhaber eine ausdrückliche Bankvollmacht erteilt bekommt, wonach er alle Handlungen und Geschäfte im Namen und für Rechnung des Kontoinhabers vornehmen darf, die in unmittelbarem Zusammenhang mit der Kontoführung stehen. Damit ist die Kontovollmacht eine rechtsgeschäftlich begründete Vertretungsmacht für den Kontoinhaber. Die von dem Bevollmächtigten im Namen des vertretenen Kontoinhabers abgegebenen Willenserklärungen wirken direkt für und gegen den Kontoinhaber. Eine Kontovollmacht ist regelmäßig eine so genannte Gattungsvollmacht, da sie zu allen gewöhnlich im unmittelbaren Zusammenhang mit der Kontoführung verbundenen Aufträgen ermächtigt. Hieraus ergibt sich, dass der Handlungsspielraum eines Kontobevollmächtigten gegenüber dem eines Kontoinhabers stark eingeschränkt ist.
Während ein Habensaldo des Bankkunden auf dem Bankkonto eine Forderung aus unregelmäßiger Verwahrung nach § 700 BGB darstellt, ist der Sollsaldo eine Darlehensverbindlichkeit im Sinne des § 488 BGB. Ein- und Auszahlungen auf das Bankkonto sind daher in aller Regel auch Akte zur Begründung oder Erfüllung der genannten Schuldverhältnisse oder einzelner Pflichten aus ihnen. Im Falle kreditorischer Bankkonten stellen Barauszahlungen die Rückgabe des für den Kunden verwahrten (§ 688 BGB) und Bareinzahlungen die Hingabe des zu verwahrenden Geldes dar (§ 700 BGB); bei debitorischen Konten sind Barauszahlungen als Kreditauszahlungen, Bareinzahlungen als Kreditrückzahlungen anzusehen (§§ 488 ff. BGB).

## Rechtslage
Bei Gemeinschaftskonten handelt es sich um Gläubiger- und Schuldnermehrheiten in Form der Teil-, Gesamt- und Mitgläubigerschaft (§§ 420, § 428, § 432 BGB), bei Sollsalden um Teil- und Gesamtschuldnerschaft (§§ 420, § 421 BGB) sowie gemeinschaftliche Schuld bei unteilbarer Leistung (§ 431 BGB). Die Kontoinhaber eines Gemeinschaftskontos sind Gesamtgläubiger nach § 428 BGB oder Gesamtschuldner nach § 421 BGB, die im Innenverhältnis untereinander eine gegenseitige anteilige Ausgleichspflicht nach § 430 oder § 426 BGB trifft. Während jeder der Gesamtgläubiger berechtigt ist, über das gesamte Bankguthaben zu verfügen, haftet bei einem Schuldsaldo jeder Konteninhaber gegenüber dem Kreditinstitut (im Außenverhältnis) gesamtschuldnerisch in voller Höhe.

## Arten von Gemeinschaftskonten
Je nachdem, ob die Kontoinhaber eines Gemeinschaftskontos gemeinschaftlich oder einzeln verfügen dürfen, unterscheidet man Und-Konten und Oder-Konten. Die Kreditinstitute haben „Sonderbedingungen für Gemeinschaftskonten“ herausgegeben, die Bestandteil der AGB sind. Danach steht die Verfügungsmacht über ein Gemeinschaftskonto jedem Kontoinhaber alleine zu, sofern keine gegenteilige schriftliche Weisung vorliegt. Gemeinschaftskonten sind deshalb im Zweifel Oder-Konten. Bankrechtlich werden die Rechtsfolgen eines Gemeinschaftskontos durch Ziffer 2 Abs. 3 der Sonderbedingungen geregelt. Danach steht die Verfügungsmacht jedem Inhaber allein zu, jeder Kontoinhaber haftet für Sollsalden allein, auch wenn sie durch andere Kontoinhaber entstanden sind.

### Und-Konten
Und-Konten sind durch gemeinsame Verfügungsbefugnis sämtlicher Kontoinhaber gekennzeichnet. Alle Kontoinhaber müssen eine für die Bank erkennbare einheitliche Verfügungsmacht ausüben. Es handelt sich um eine Mitgläubigerschaft nach § 432 Abs. 1 BGB, bei der jeder Kontoinhaber Erfüllung nur an alle Kontoinhaber verlangen und die Bank auch nur durch Leistung an alle Kontoinhaber erfüllen kann. Verfügungen, Kontoumschreibungen, Auflösungen und Kontovollmachten zu Gunsten Dritter sind nur gemeinschaftlich durch alle Kontoinhaber zulässig. Aus diesen Gründen sind Und-Konten kaum alltagstauglich. Allerdings ist es möglich den Kontoinhabern jeweils eine Kontovollmacht zu erteilen. Hiernach ist auch die Ausgabe von Girocards und Kreditkarten möglich.
Und-Konten entstehen neben der vertraglichen Kontoeröffnung auch durch Gesetz (z. B. Konto eines einzelnen Kontoinhabers, der von mehreren Personen beerbt wird). Die Kontoinhaber bilden regelmäßig eine Bruchteilsgemeinschaft (§§ 741 ff. BGB). Eine Verfügung ist daher nur über den Anteil am Kontoguthaben, nicht jedoch über das Guthaben selbst möglich (§ 747 BGB). Eine Kündigung des Und-Kontos kann nur durch alle Kontoinhaber gemeinsam ausgesprochen werden. Analog zu § 736 ZPO ist bei Zwangsvollstreckungen in Und-Konten ein Titel gegen alle Kontoinhaber erforderlich. Da regelmäßig alle Kontoinhaber bei einem Vorgang mitwirken müssen, ist ein besonderes gegenseitiges Vertrauen der Kontoinhaber untereinander nicht notwendig.

### Oder-Konten
Die Interessenlage beim Oder-Konto ist typisch für die Gesamtgläubigerschaft, denn die Bank als Schuldnerin will schuldbefreiend an jeden der Kontoinhaber leisten können. Verfügungsbefugt ist mithin jeder Kontoinhaber alleine, also ohne Mitwirkung der übrigen Kontoinhaber. Jeder Kontoinhaber besitzt eine Einzelverfügungsbefugnis, von der er für oder gegen die anderen Kontoinhaber Gebrauch machen kann. Diese autonome Verfügungsbefugnis bedarf deshalb eines hohen gegenseitigen Vertrauens der Kontoinhaber, weil Verfügungen ohne die Zustimmung der anderen Kontoinhaber möglich sind und zu Sollsalden führen können, für die auch die übrigen nicht verfügenden Mitinhaber haften. Es handelt sich um eine Gesamtgläubigerschaft nach § 428 BGB (oder Gesamtschuldnerschaft nach § 421 BGB), bei der jeder Gläubiger die ganze Leistung fordern darf oder schuldet. Allerdings darf die Bank nicht nach freiem Belieben an einen der Kontoinhaber leisten, sondern muss an den leisten, der dies als erster verlangt.
Typisch sind Oder-Konten für Eheleute/Lebenspartner. Sie sind Gesamtgläubiger nach § 428 BGB mit der Folge, dass sie nach § 430 BGB im Verhältnis zueinander zu gleichen Anteilen berechtigt sind, soweit nicht etwas anderes geregelt ist. Während einer intakten Ehe der Kontoinhaber scheidet eine Ausgleichspflicht in der Regel aus, weil sich aus ausdrücklichen oder stillschweigenden Vereinbarungen, Zweck und Handhabung des Kontos oder Vorschriften über die eheliche Lebensgemeinschaft ergibt, dass im Sinne von § 430 BGB „ein anderes bestimmt ist“. Fehlen schriftliche oder mündliche Vereinbarungen der Eheleute über ihr Innenverhältnis, ist dieses überwiegend aus dem Verhalten der Eheleute zu erschließen. Maßgeblich ist, wie die Eheleute das Oder-Konto tatsächlich handhaben und hier insbesondere, wie sie die Mittel verwenden, die sie nicht für die laufende Lebensführung benötigen. Kann auch der Ehegatte, der keine Einzahlungen auf das Oder-Konto leistet, auf die vom anderen Ehegatten geleisteten Mittel zur Bildung eigenen Vermögens zugreifen, kann dies dafür sprechen, dass es bei der gesetzlichen Ausgleichsregel des § 430 BGB bleiben sollte und jeder Ehegatte über den danach auf ihn entfallenden Teil des Kontoguthabens tatsächlich und rechtlich frei verfügen kann. Allerdings ist mit Oder-Konten keine Befugnis der einzelnen Kontoinhaber zu Kreditaufnahme und -erweiterungen in unbegrenzter Höhe verbunden. Kreditverträge sind nur gemeinsam möglich, ebenso einzuräumende Kontovollmachten, während bestehende Dispositionskredite oder Kontoüberziehungen durch jeden Kontoinhaber einzeln möglich sind. Kontoüberziehungen sind bis zur Höhe des 3-fachen Monatseinkommens der Kontoinhaber („banküblicher Rahmen“) begrenzt.
Alle Kontoinhaber haften für ihre Verbindlichkeiten auf dem Gemeinschaftskonto gesamtschuldnerisch. Jeder von ihnen ist berechtigt, allein über das  Konto zu verfügen, es aufzulösen oder auf seinen Namen umschreiben zu lassen sowie Dritte in diesem Rahmen zu bevollmächtigen. Jeder Kontoinhaber haftet insbesondere auch  für solche Verbindlichkeiten, die durch Verfügungen eines anderen Mitinhabers entstanden sind. Der Widerruf einer Einzelverfügungsbefugnis bewirkt die Umwandlung des Oder-Kontos in ein Und-Konto mit gemeinschaftlicher Verfügungsbefugnis. Kontoeröffnungsanträge sehen vielfach vor, dass jeder Kontoinhaber das alleinige Verfügungsrecht des anderen widerrufen kann mit der Folge, dass ein Widerruf das Gemeinschaftskonto zum Und-Konto verwandelt. Auch eine Kündigung ist nur durch alle Kontoinhaber möglich. Bei einer Zwangsvollstreckung genügt der Titel gegen einen Kontoinhaber, um in das Konto zu vollstrecken.

## Depotkonto als Gemeinschaftskonto
Bei Depotkonten als Gemeinschaftskonten muss streng zwischen der Eigentumslage an den verwahrten Wertpapieren und den Rechten aus dem Depotvertrag unterschieden werden. Der das Innenverhältnis von Gesamtgläubigern regelnde § 430 BGB ist nur für die Rechte aus dem Depotvertrag von Bedeutung, nicht jedoch für die Eigentumslage an den verwahrten Wertpapieren maßgebend. Danach sind nur im Hinblick auf die Rechte aus dem Depotvertrag, nicht aber in Bezug auf die verwahrten Wertpapiere, die Inhaber eines Oder-Depots Gesamtgläubiger.
Gesamtgläubigerschaft bei Inhaberpapieren, insbesondere bei Aktien, gibt es nicht. Maßgebend ist somit die dingliche Berechtigung, also die Eigentumslage. Über diese gibt die Errichtung eines Depots als Oder-Depot in der Regel keinen Aufschluss. Das gilt schon deshalb, weil der Depotinhaber nicht zwingend Eigentümer der verwahrten Wertpapiere sein muss. Erfahrungsgemäß dient die Errichtung eines Oder-Depots bei Eheleuten häufig nur dem Zweck, neben dem Eigentümer auch dem dinglich nicht berechtigten anderen Ehegatten Verfügungen über die Wertpapiere zu ermöglichen.
Bei der Umwandlung eines Einzeldepots in ein Gemeinschaftsdepot kann bei Eheleuten nicht davon ausgegangen werden, dass auch die Eigentumsverhältnisse am Depotbestand geändert werden sollen. Die Eigentumslage an Wertpapieren im „Oder-Depot“ ist nach den §§ 742, § 1006 BGB zu beurteilen. Die Inhaber eines Oder-Depots sind mittelbare Mitbesitzer, so dass nach § 1006 Abs. 3 BGB der mittelbare Besitzer auch Eigentümer ist. Neu erworbene Wertpapiere, die in ein Oder-Depot verbucht werden, fallen regelmäßig in das Alleineigentum des Erwerbers.

## Sonstiges
Wegen des besonderen Vertrauensverhältnisses und der selbständigen Verfügungsbefugnis besteht bei Oder-Konten die Gefahr der Kontoplünderung, die insbesondere bei nicht mehr intakten Eheverhältnissen zu beachten ist.
Einige Paartherapeuten raten Paaren im Interesse der Beziehung sich gegenseitig auszutauschen, aus welchen Beweggründen jeder ein Gemeinschaftskonto oder getrenntes Konto vorzieht. Ungefähr 42 % der Ehepaare verzichten auf ein Gemeinschaftskonto (Stand: 2009).